# عاشیق علی‌عسگر
عاشیق علی‌عسگر گویچه لی (به ترکی آذربایجانی: Aşıq Ələsgər) (زاده ۱۸۲۱، مرگ در ۱۹۲۶) نغمه‌سرای ترانه‌های محلی و عاشیق عارف آذربایجانی بود.

## زندگی

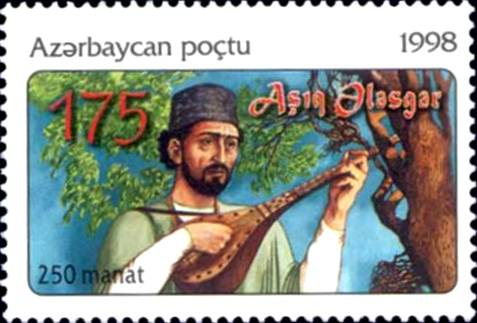

عاشیق علی‌عسگر در روز نوروز ۱۸۲۱ میلادی در روستای آزات، ارمنستان در خانات ایروان متولد شد. مادرش پری‌زاد نام داشت و پدرش علی محمد، پدرش نیز در بین مردم همانند شاعر شناخته می‌شد.در کنار اینکه پدرش، علی محمد، نجار بود، در عین حال، به آشینایی با ادبیات نیز شهرت داشت. علی محمدر در شعرسرایی در انواع شعری «گریلی»، «قوشما» و «بیاتی» نسبتاً خوب بود. احتمال می‌رود که عاشیق علی‌عسگر تأثیرات زیادی از پدرش گرفته باشد.
عاشیق علی‌عسگر در خانواده ای بزرگ و فقیر به بار آمد و سه برادر و دو خواهر داشت. او پسر بزرگ خانواده بود. علی‌عسگر در سن ۱۴ سالگی به دلیل مشکلات شدید مالی خانواده اش مجبور به کار در مزرعه یک مالک ثروتمند به نام «کربلایی قربان» شد. آنجا به دختر ۱۲ ساله «کربلایی قربان» دل باخت. اما وضعیت معیشتی خانواده اش و شکاف طبقاتی بین دو باعث شد از داشتن چنین رابطه ای با دختر یک زمیندار ثروتمند خودداری کند و پس از مدتی نیز از کارش اخراج شد.
عاشیق علی‌عسگر اوان کودکی خود را در روستای «آق‌کیلسه» گذراند و موفق به تحصیل گرفتن نشد. با این وجود، توانست اسرار گونه هنری عاشیق را از عاشیق‌های مسن روستای خود بیاموزد. علی‌عسگر از همان دوران کودکی شنونده بادقتی بود و با شور و اشتیاق در اکثر رویدادهای روستای خود حاضر بود. به دلیل قدرت حافظه و توانایی داستان گویی، تقریباً تمام داستان‌های عاشیق آن روزگار را حفظ می‌کرد. وی همچنین با دست چپش ساز می‌نواخت.

## فعالیت
عاشیق علی‌عسگر یکی از نمایندگان بزرگ شعر عامیانه آذربایجانی تلقی می‌گردد. اشعار او در گونه‌های شعری «گرایلی»، «قوشما»، مخمس، «جیغالی تجنیس» و «گیپه‌یلبند» بر عاشیق‌های نسل بعدی پس از خودش تأثیر گذاشته‌است. عاشیق علی‌عسگر تقریباً در بسیاری از شاخه‌های هنر عاشیق استاد بود و خدمات بسزایی در توسعه ادبیات آذربایجانی از خود نشان داد. علی‌عسگر اولین شعرهایش را در عنفوان نوجوانی سروده‌است. اندکی پس از آن، پدرش وی را تشویق کرده بود تا هنر عاشیق را نزد یکی از عاشیق‌های معروف منطقه «گویچه»، عاشیق علی، فراگیرد. علی‌عسگر به دنبال پشت سر گذاشتن یک آموزش طولانی مدت، این شانس را به دست آورد تا در روستای خود در کنار عاشیق علی در یک مراسم عروسی شرکت کند. در آن رویداد همه به هوش تیز علی‌عسگر پی بردند، به طوری که وی توانست استاد خود عاشیق علی را در یک مناظره که نوعی رقابت بین دو عاشیق محسوب می‌شود، شکست دهد. آن اتفاق منجر به آوارزه یافتن و ورد زبان شدن علی‌عسگر در منطقه «گویچه» و نواحی همجوار شد. وی در مراسمهای عروسی و در رویدادهای مهم فرهنگی در ایروان، نخجوان، قزاق، قره باغ، جوانشیر، گنجه، کلبجر و دیگر مناطق حضور پررن‍گی داشت.

## سال‌های بعدی
به دلیل تجربه عشق ناموفق در نوجوانی، عاشیق علی‌عسگر تا سن ۴۰ سالگی ازدواج نکرد. اما سپس با دختری به اسم «آناخانم»، ساکن روستای «یانشاق» شهرستان کلبجر، عقد بست. در این بازه زمانی از رندگی اش، وی به خاطر امرار معاش خانواده اش مشغول کارهای محتلفی بود. پس، بدین منظور بهار و تابستان به کشاورزی و کارهای کوچک ساختمانی و نجاری روی می‌آورد. اما با وجود تمام فعالیت‌های فوق، بیشتر وقت خود را به هنر عاشیق اختصاص می‌داد و در طول فعالیتش چندین شعر سروده‌است. عاشیق علی‌عسگر نه تنها در آذربایجان، بلکه به عنوان استاد هنر عاشیق در ترکیه، ایران و داغستان نیز شناخته می‌شد.
عاشیق علی‌عسگر سالهای بعدی خود را در بدبختی و جور سپری کرد. در سال ۱۹۱۵ پسر برادرش و همچنین دامادش را در سن بسیار کم از دست داد. پس از یک سال پسرش دهخدای روستای «بشیر» را به قتل رساند و با آنکه توانست فرار کند، اما در عوض چند نفر از اعضای خانواده علی‌عسگر دستگیر شدند. علی‌عسگر در جریان درگیری بین آذربایجانیان و ارمنیها در سالهای ۱۹۱۸–۱۹۱۹ مجبور به ترک سرزمین مادری و خانه و کشانه خود شد و برای ادامه زندگی به کلبجر و سپس به شهرستان ترتر مهاجرت کرد. در سال ۱۹۲۱ به «آق‌کیلسه» بازگشت و تا پایان عمر در آنجا اقامت کزید.
عاشیق علی‌عسگر در روز ۷ مارس سال ۱۹۲۶ در «آق‌کیلسه» دیده به جهان فروبست.

## شعر
| زخم قدیمم نو شد           |
| با دیدن یار چشم زیبا      |
| جانم ز آتش پر شد          |
| با دیدن نگار نازدار (ا)   |
| روبرو آمد، ابرو قلم کشیده |
| مه رو، سیه گیسو           |
| هوشم پرید و عقلم رفت      |
| با دیدن چشم خمار          |

| کوهنه یارام تَزَلندی       |
| آلا گؤز یاری گؤرَنده      |
| جانیم اودلارا قالاندی    |
| نازلی نگاری گؤرَنده       |
| قارشی گلدی قلم قاشدی     |
| ای قاباقلی سیاه ساچدی    |
| هوش داقیلدی عاقلیم چاشدی |
| چشم خوماری گؤرنده.       |